# 大林寺 (横浜市)
大林寺（だいりんじ）は、横浜市緑区長津田にある曹洞宗の寺院。詳名は慈雲山大林寺。長津田一帯を治めていた江戸幕府の旗本岡野家の菩提寺で、初代房恒の父板部岡江雪斎の開基と伝えられている。
境内には市登録地域史跡の「旗本岡野家歴代の墓所」、長津田十景の「大林晩鐘」がある。

## 歴史
大林寺は曹洞宗に属する寺院で、山号を慈雲山という。釈迦如来を本尊とし、長津田を領していた旗本、岡野家の菩提寺であった。岡野氏は小田原北条氏の旧臣であり、1591年（天正19年）に旗本に取り立てられて長津田村に500石の知行を得た。
寺伝によると、創建は1570年（元亀元年）長津田の初代領主である岡野平兵衛房恒の父、板部岡江雪斎の開基、開山は愛甲郡三田村（現在の厚木市）の清源院（厚木市三田に現存） 5世住職、英顔麟哲和尚という。本寺は清源院で、長津田5丁目にある陽向山随流院は大林寺の末寺である。
創建について、『新編武蔵国風土記稿』は異説を伝えている。同書によると、開基は岡野房恒自身が父の菩提のために建てたもので、年代は不詳だが「天正か文禄のころ」と記述している。岡野房恒は大林寺の所領安堵のために幕府に願い出て、1649年（慶安2年）に徳川家光から寺領15石の朱印状を受け取った。この朱印状の写し（慶安2年8月24日付）は、寺に保管されている。
岡野氏初代の房恒は豊臣秀吉の小田原攻めの際にの岩槻城（現埼玉県さいたま市）の守備にあたっていたが、戦で負傷したため妻の里である都筑郡恩田村（現在の横浜市青葉区恩田町）に隠棲し、後に赦されて江戸幕府の旗本となった。房恒は信仰心の篤い人物で、当時は古義真言宗に属していた長津田村の福泉寺（緑区長津田町3113番地に現存）を再興し、王子神社の別当寺にしたという。
当初は長津田村の小字住撰（じゅうせん）に所在していたが、岡野氏3代領主の岡野内蔵允閑入成明が現在の地に移転させ、山号を「閑入山」と改めたと伝わる。住撰からの移転年月は不明だが、成明は1655年（明暦元年）に家督を継ぎ、1682年（天和2年）に隠居した。その後1694年（元禄7年）87歳で没している。『長津田風土記』では移転の時期について「明暦元年以後のことであろう」と推測している。ただし、山号についてみだりに変えることは幕府が許さなかったため、元の慈雲山に復している。この時代には長津田の随流院・龍昌院を始め、恩田の福正寺、十日市場の常帒寺、西八朔の宗泉寺、中山の大蔵寺、川井の円法寺・福泉寺など、恩田川の流域に多くの末寺を持つほど栄えていた。岡野氏は幕末期に至るまで長津田を支配し、当初はこの地に居住して陣屋を構えていたが、後に江戸に住まいを移した。
大林寺はたびたび火災の被害に遭ってきた。最初の大火は1734年（享保19年）のことで、住職は第13世虎山和尚であった。この大火の時山門は再建することができず、十王堂を山門のあった場所に再興してえんま堂として山門の形にしたという。
2回目の大火は1819年（文政2年）9月29日に起こった。当時の住職は19世大燈和尚の時期で、夜六ツ半（午後7時ころ）衆寮から火が出て、えんま堂、鎮守社、衆寮、総門、鐘楼などが全焼した。本寺である清源院への届け出では、本堂、御朱印、過去帳などは焼失を免れたとの記載があった。寺の再建にあたったのは20世住職覚仙和尚だったが事業の途中で引退したため、後継者となった21世住職大光和尚が再建を完成した。
3度目の大火は、1926年（大正15年）12月25日のことであった。
午後2時半ごろ灰小屋から出火し、鐘楼から草ぶきの庫裏に燃え移って結局本堂ほか7棟が1時間半ほどで全焼した。この大火では犠牲者は出ず、本堂に火の手が回ったのが最後だったこともあって、過去帳や須弥壇、天蓋や杉戸などは難を逃れている。
昭和期に入って、第25世住職飯塚延英和尚が大林寺の再興に取り組んだ。大火の翌年にまず仮本堂を造り、1949年（昭和24年）に本堂建立計画を立てたが、同年5月19日に志半ばにして世を去った。
実子である第26世住職実英和尚が延英和尚の志を継いで1955年（昭和30年）6月1日に起工式を行い。その年のうちに外郭の大部分を造り上げた。
延英和尚の3回忌に当たる1956年（昭和31年）5月19日、本堂（鉄筋コンクリート造り）の落慶式を行った。次いで1965年（昭和40年）秋には鐘楼、1968年（昭和43年）4月に客殿兼庫裏、1977年（昭和52年）5月に開山堂と位牌堂も再建がなされた。
その後の本堂については、経年による老朽化によって耐震強度が落ちていた。落成後約40年以上が経過した1999年（平成10年）頃に建て替えの計画が持ち上がり、大林寺の檀家は2002年（平成14年）に建設委員会を組織して建て替えの準備に入った。工事期間は約2年半で、木造の本堂、山門、客殿、座禅もできる五百羅漢堂、そして庫裏が完成した。2008年（平成20年）11月7日、大本山である永平寺や總持寺、中国の天童寺、そして関連寺院から僧侶を招いて落慶式が執り行われた。
横浜市が2005年（平成17年）3月に選定した「長津田十景」では、「大林晩鐘（だいりんばんしょう）」が選定されている。2008年（平成20年）3月には、長津田十景をデザインした絵タイルが歩道上に設置された。

## 境内

### 建造物
山門
2008年（平成20年）建立。木造建築。
本堂
2008年（平成20年）建立。木造建築。
客殿
2008年（平成20年）建立。木造建築。
五百羅漢堂
2008年（平成20年）建立。
庫裏
2008年（平成20年）建立。
鐘楼と梵鐘
現在境内の鐘楼にある鐘は、第2次世界大戦時に供出された鐘がついに戻らなかったため新たに鋳造されたものである。供出した鐘は『新編武蔵国風土記稿』の記述にある開山200年忌のとき始めて鋳造した鐘と推定され、1796年（寛政8年）造られたものである。新しい鐘は口径1メートル強、高さ1.6メートル、重量が450貫（1687キログラム）で、富山県高岡市の老子製作所が鋳造を担当した。鐘楼前には記念碑があり、寄付者の名前が彫り込まれている。

### その他

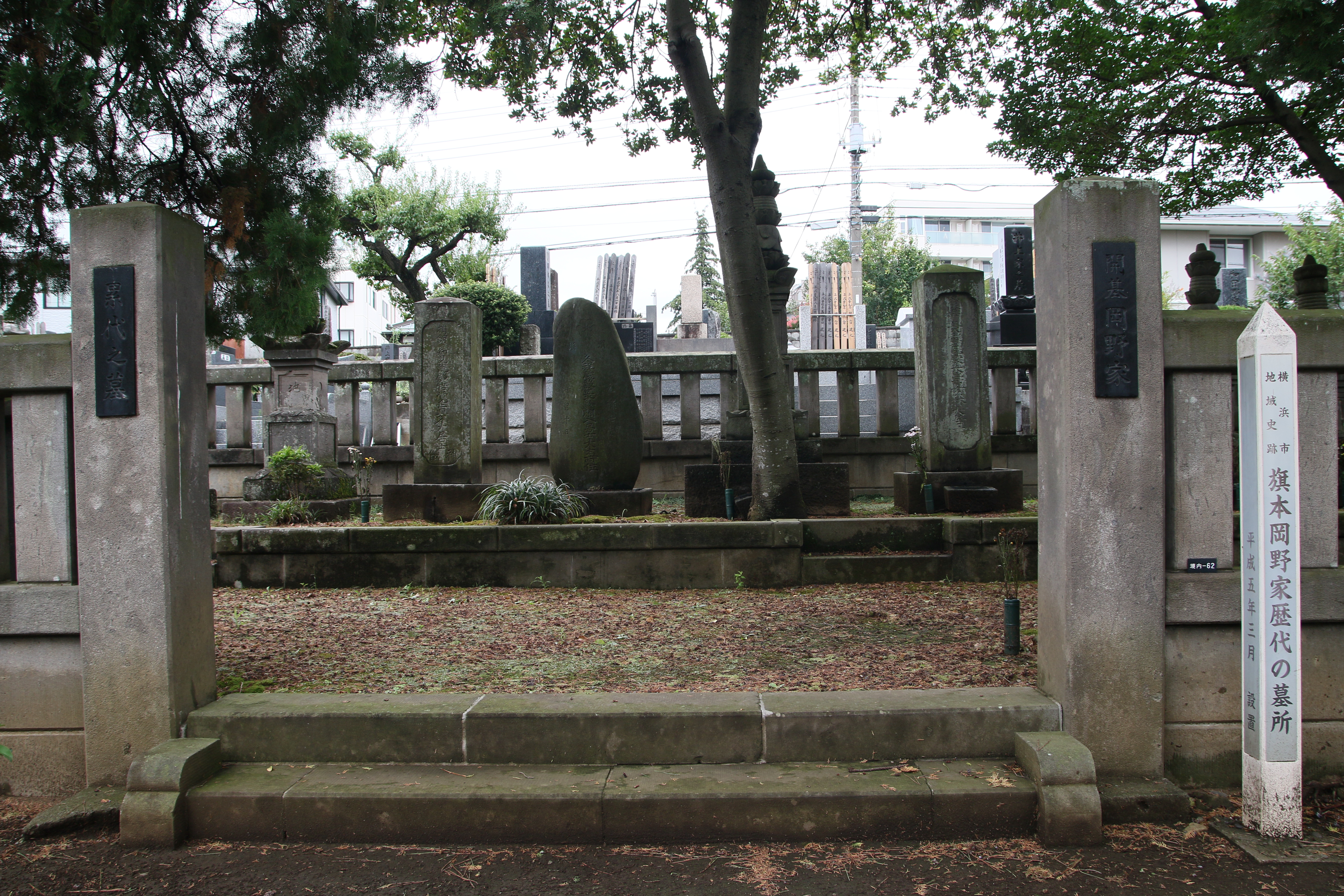
旗本岡野家歴代の墓所
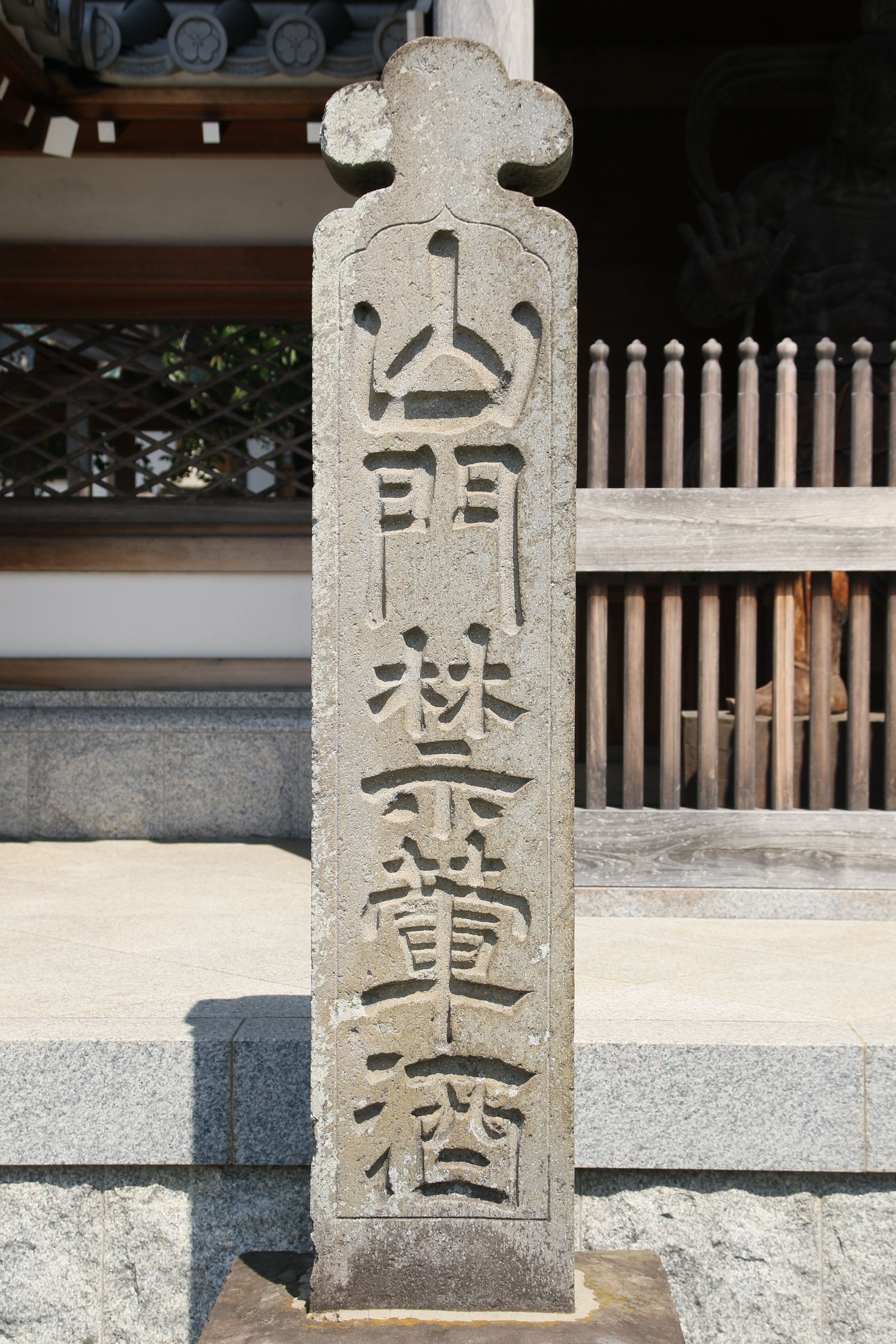
角柱結界石標
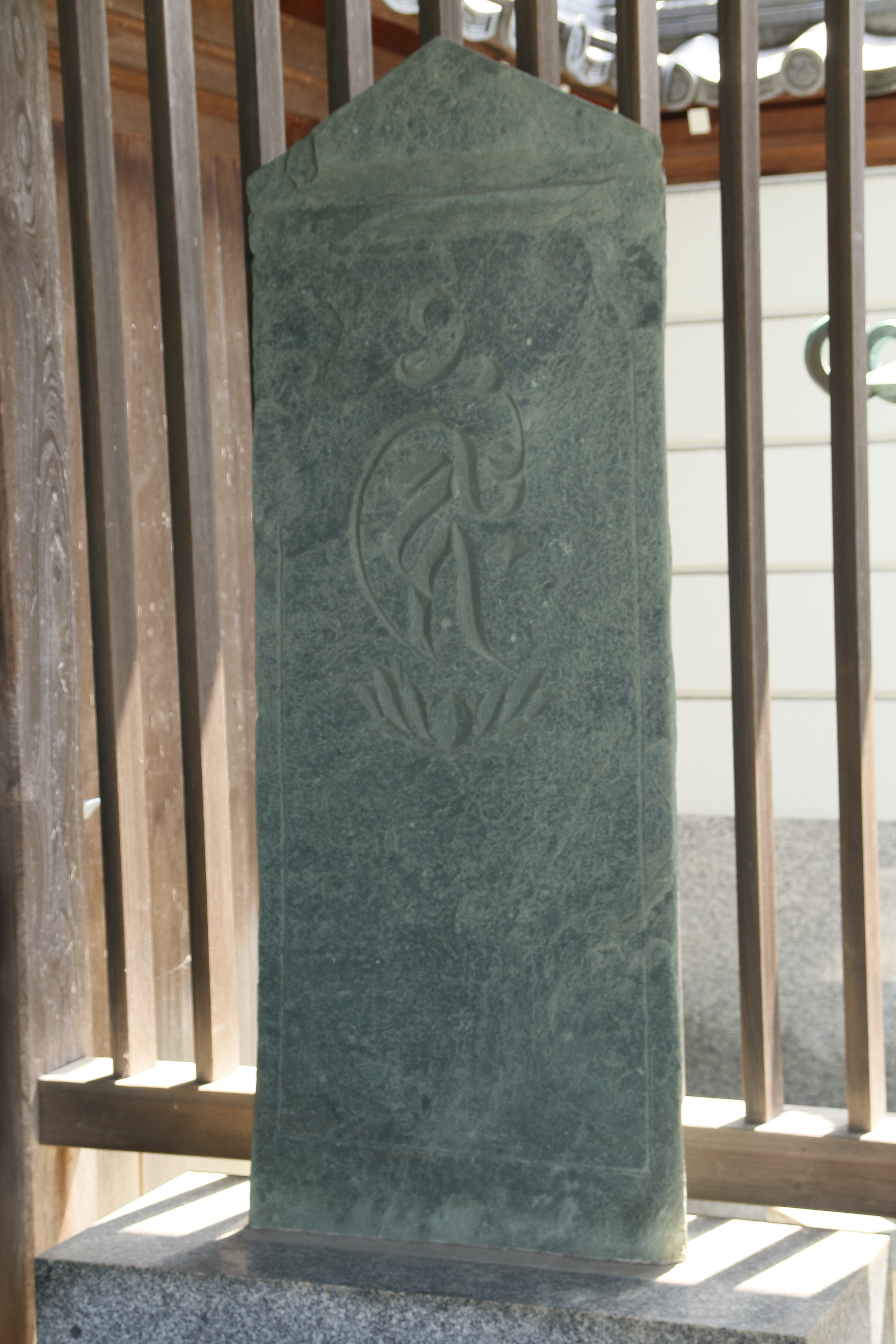
板碑

延命地蔵
1977年（昭和52年）の春に造立された。
引田天功の墓
奇術師、引田天功（初代）の墓がある。
関根範十郎の墓
幕末から明治にかけて活躍した歌人、関根範十郎の墓がある。
俳人 兎来と琴松の墓
渡辺崋山が江戸から相模国に旅をした際、宿場に立ち寄って交流した俳人の兎来（本名新倉藤七郎。太白堂江口孤月の門人。万屋煙草店を経営）と琴松（河原松五郎。旅籠経営）の墓がある。

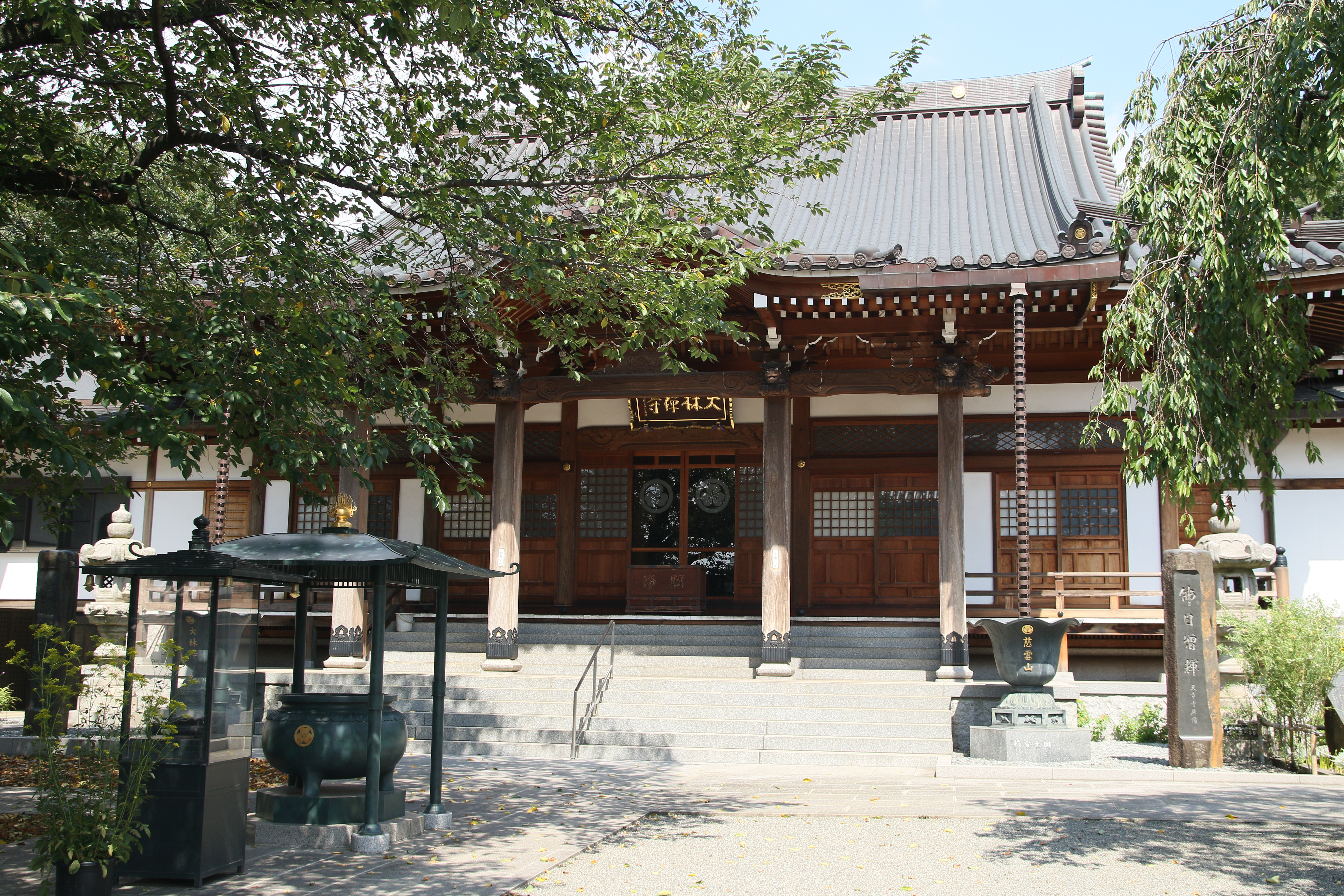
本堂
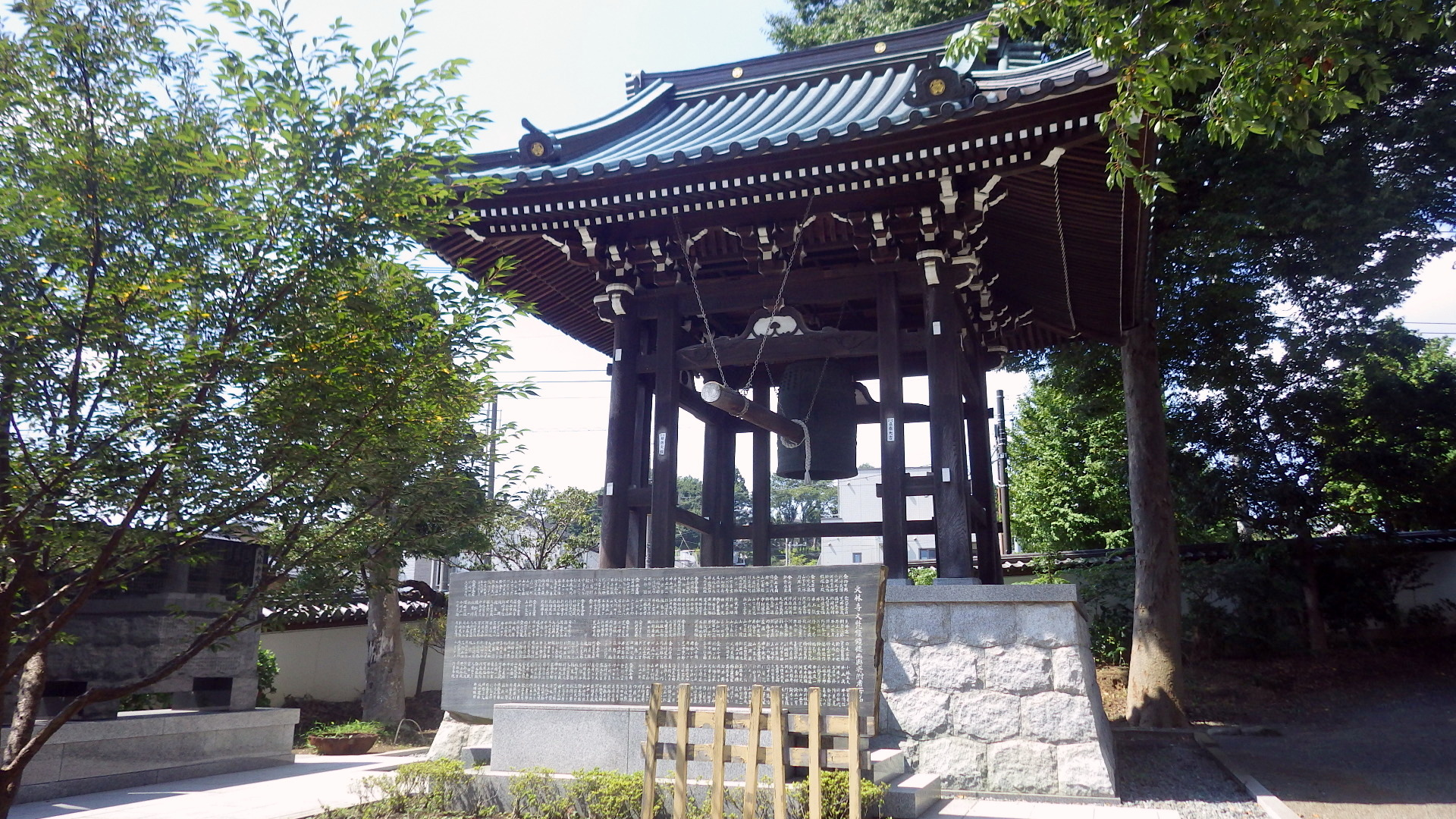
鐘楼と梵鐘
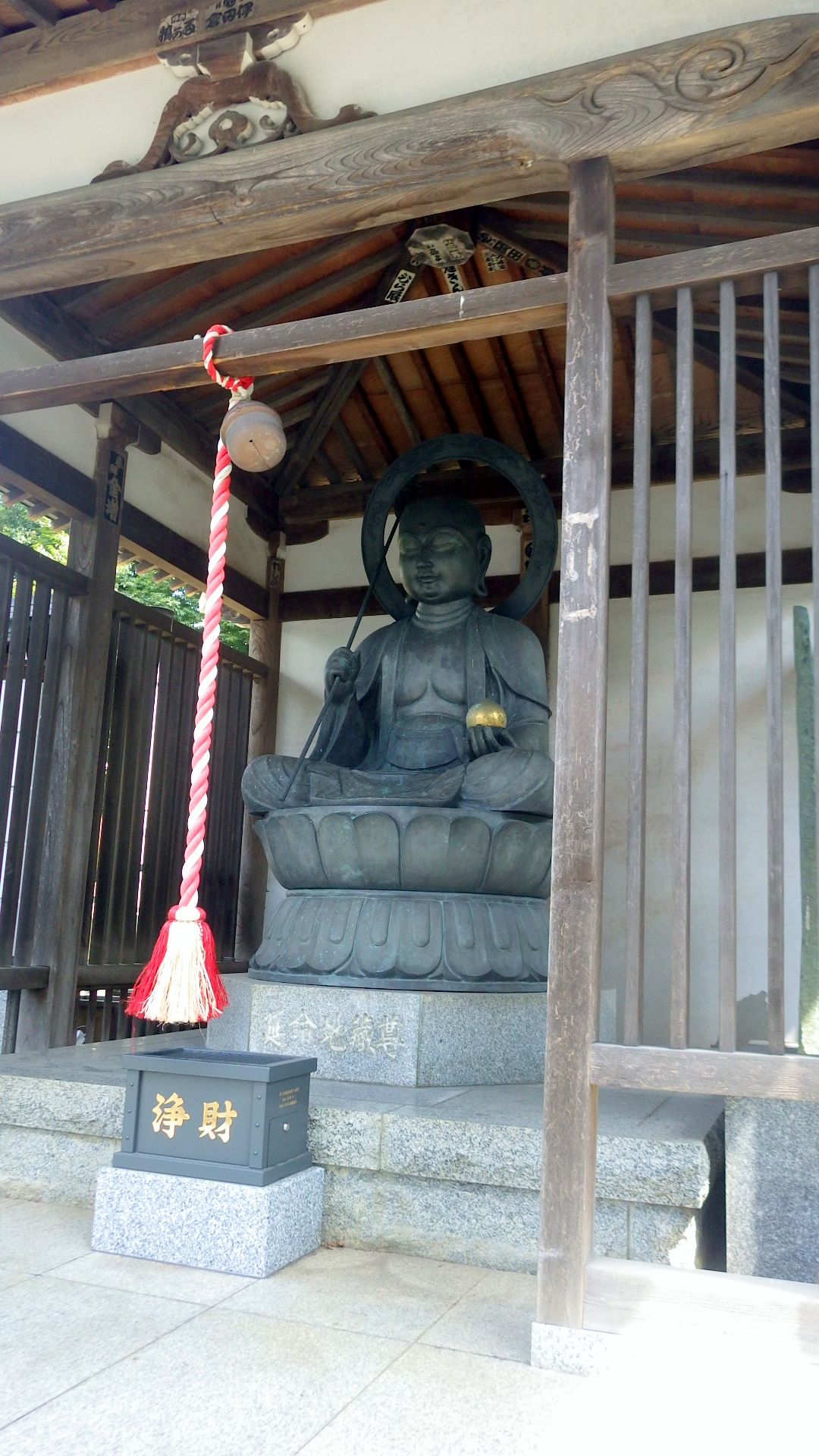
延命地蔵
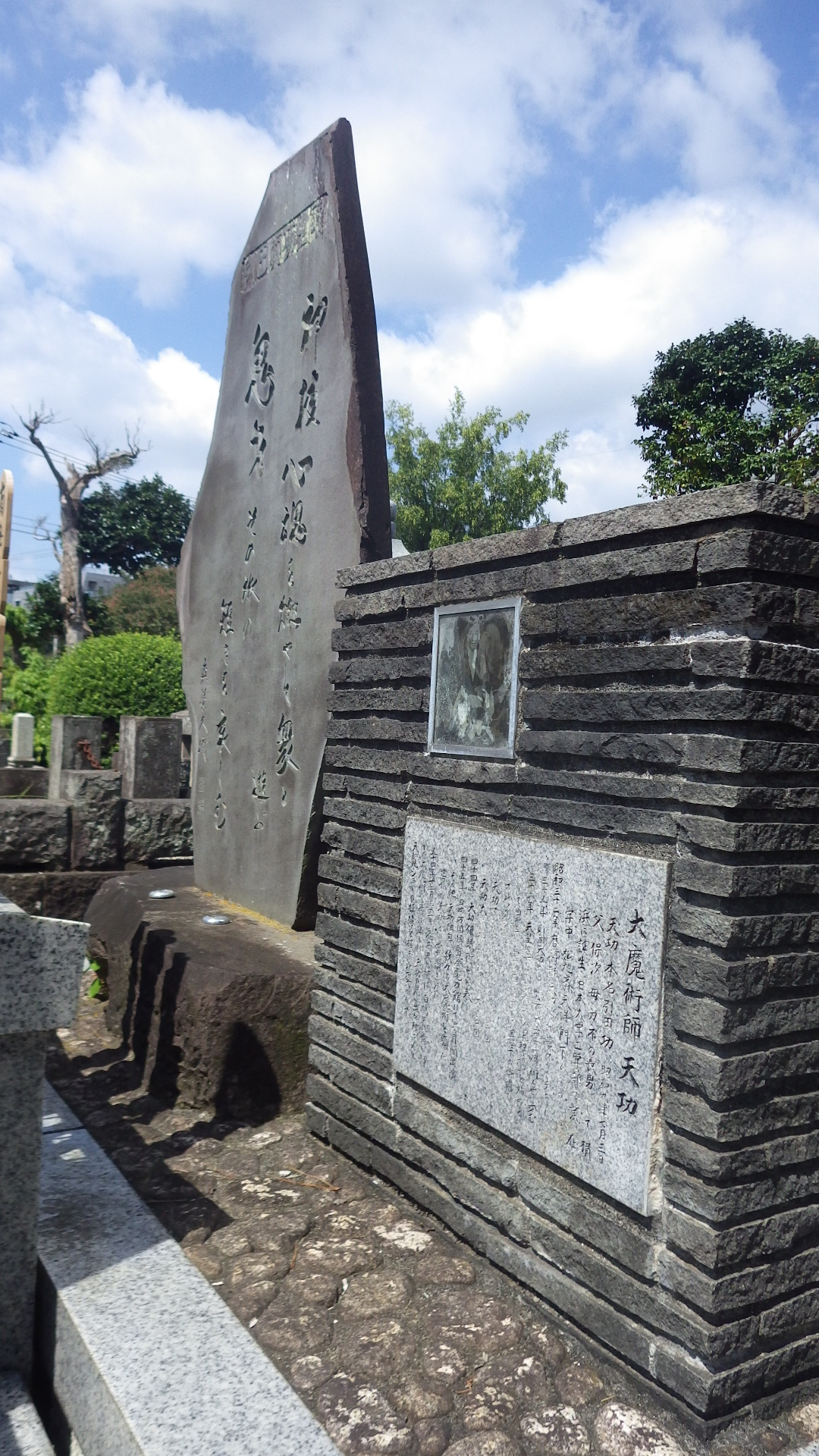
引田天功（初代）の墓

## 文化財

### 登録文化財（地域史跡）
旗本岡野家歴代の墓所
墓地のほぼ中央にあり、幅約22メートル、奥行約8メートル。灯籠6基2対、棹石灯籠4基2対、五輪塔1基、宝篋印塔8基、角柱碑12基、笠附角塔3基、自然石碑1基の計35基が並ぶ。: 1992年（平成4年）11月に横浜市の文化財（地域史跡）に登録された。

### その他
角柱結界石標
正面に「山門禁葷酒」と刻む。1840年（天保11年）造立。
板碑
1901年（明治34年）に長津田宿の上宿にあり廃寺となった龍昌寺から移された。阿弥陀如来を表す種字キリークを刻む。高さ185センチメートルは横浜市の板碑として最大。記年については1303年（嘉元元年）とするもの と1304年（嘉元2年）とするもの がある。
- 旗本岡野家歴代の墓所
- 角柱結界石標
- 板碑

## 耕雲庵
長津田町の岡部谷戸には大林寺が管理する種月山耕雲庵（耕雲堂）がある。1691年（元禄4年）に種月耕雲が虚空蔵菩薩を祀って開基し、開山は大林寺八世の久菴園良和尚。
『新編武蔵風土記稿』には「岡部谷ニアリ大林寺持ノ寮ナリ」と記される。
1857年（安政4年）に歌人の関根範十郎により紅林塾が設けられ、後の長津田小学校の前身となった。
境内の「種月山耕雲庵再建碑」によれば、1950年（昭和25年）4月に境内地払下げにより大林寺飛地境内地となり、ブロックコンクリート建てのお堂は1973年（昭和48年）末に竣工し、翌1974年（昭和49年）1月13日の虚空蔵菩薩の縁日に落慶した。
境内には、庚申塔、地蔵像、地神塔、二十三夜塔などの石造物がある。

## 交通アクセス
- 鉄道
  - JR東日本横浜線または東急田園都市線長津田駅徒歩4分